# Musée archéologique d'Héraklion
Le musée archéologique d’Héraklion (en grec moderne : Αρχαιολογικό Μουσείο Ηρακλείου) est l'un des principaux musées de Grèce. Il dépend directement du Directorat général des antiquités au ministère grec de la culture.
Le musée, fondé en 1883, est installé dans un bâtiment antisismique construit en 1937. Il abrite une collection représentative de la Préhistoire et de l'histoire de la Crète, sur les 5 500 ans allant du Néolithique à l'époque romaine, mais principalement la plus grande collection d'objets minoens, provenant des palais de Cnossos, Phaistos, Malia, Zakros et Aghia Triada.
Le musée, sur deux étages, comporte vingt-deux salles d'exposition suivant un ordre chronologique, mais aussi des laboratoires, des bureaux et une bibliothèque. Un département spécial, la « Collection scientifique », est destiné au stockage et à la conservation des découvertes récentes. Une boutique et un café sont proposés aux visiteurs. Le musée accueille et organise aussi, en Grèce et dans le monde, des expositions temporaires.

## Historique

### Création
En 1883, Iosíf Chatzidákis (de), qui dirigeait la Filekpedeftikós Sýllogos (Association des Amis de l'Éducation), après avoir obtenu l'autorisation des autorités ottomanes, mit sur pied la première exposition d'antiquités d'Héraklion. Elle fut installée dans deux salles d'un bâtiment dans la cour de la cathédrale Saint-Ménas. La collection s'enrichit de dons privés, d'achats et des résultats des fouilles dans l'île. Lorsque la Crète devint autonome, les nouvelles autorités décidèrent la création d'un musée plus important. La collection fut transférée dans une caserne de la ville et confiée à deux conservateurs : Iosíf Chatzidákis et Stéfanos Xanthoudídis (de).
Un premier bâtiment fut établi au début du XXe siècle sur l'emplacement d'un monastère franciscain détruit par un séisme en 1856. Une salle fut construite entre 1904 et 1907, puis une seconde ouverte en 1908. Enfin, en 1912, l'architecte allemand Wilhelm Dörpfeld, qui avait déjà construit le musée archéologique d'Olympie, et Panayiótis Kavvadías, Éphore général des Antiquités, donnèrent à l'ensemble un style néo-classique, ajoutant une nouvelle aile à l'ouest.
Un nouveau bâtiment fut construit à partir de 1937. Pendant la Seconde Guerre mondiale, le conservateur de l'époque, Nikólaos Pláton, organisa la protection des œuvres. Il supervisa aussi la réouverture du musée en 1952, ainsi que la présentation chronologique des collections. Celles-ci s'agrandirent en 1962 grâce à un don du collectionneur privé crétois Stylianós Giamalákis. Sa collection fut exposée au premier étage. Une nouvelle aile fut ajoutée au musée en 1964. De nouvelles acquisitions continuèrent à enrichir le musée, dont celle de la collection de Níkos Metaxás, en 2000.

### Musée actuel
Le musée fut construit entre 1937 et 1940 sur des plans très innovants de l'architecte grec Pátroklos Karantinós, selon des normes antisismiques. Récompensé par le Bauhaus, il répond aux nécessités d'un musée moderne. Les matériaux employés rappellent les palais minoens. Une nouvelle aile fut ajoutée en 1964. L'électricité, l'air climatisé et l'éclairage ont été revus en 1987 et en 2002, avec une nouvelle aile pour accueillir les réserves. Les ruines du monastère franciscain ont été mises en valeur,.
Les bâtiments ont été profondément rénovés de 2006 à 2014,. En termes d'objets exposés et de visiteurs par an, le musée archéologique d'Héraklion est le deuxième musée de Grèce.
Plus récemment, le musée a été choisi comme lieu d'organisation de compétitions dites « épigraphiques » rassemblant les instituts et écoles du même genre. L'étude des pièces d'épigraphie de l'époque minoenne ont été le thème principal de ces compétitions.

## Collections
| Objet | Description | Origine et datation                     |
| ----- | --- | --------------------------------------- |
|       | La déesse aux serpents Statuette découverte à Cnossos et restaurée par Arthur Evans.                                                           | Cnossos ca. -1600                       |
|       | Rhyton en forme de taureau Rhyton en pierre, côté gauche et cornes restaurés. Vase à libation provenant du petit palais de Cnossos.            | Cnossos, petit palais ca. -1600 / -1450 |
|       | Le Prince aux lis (en) Fresque dite du « Prince aux lis ». Fragment de la frise de la procession, palais principal de Cnossos. Hauteur : 80 cm | Cnossos, palais principal ca. -1550     |
|       | La Parisienne Fresque minoenne dite « La Parisienne ». Hauteur : 25 cm.                                                                        | Cnossos, palais principal ca. -1350     |
|       | Acrobate Statuette en ivoire d'un acrobate, peut-être sautant par-dessus un taureau. Statuette découverte à Cnossos.                           | Cnossos ca. -1500                       |

### Présentation par salles
La présentation des collections reste sensiblement la même depuis son organisation par Nikólaos Pláton dans les années 1950 et Stylianós Aléxiou dans les années 1960.
Salle I

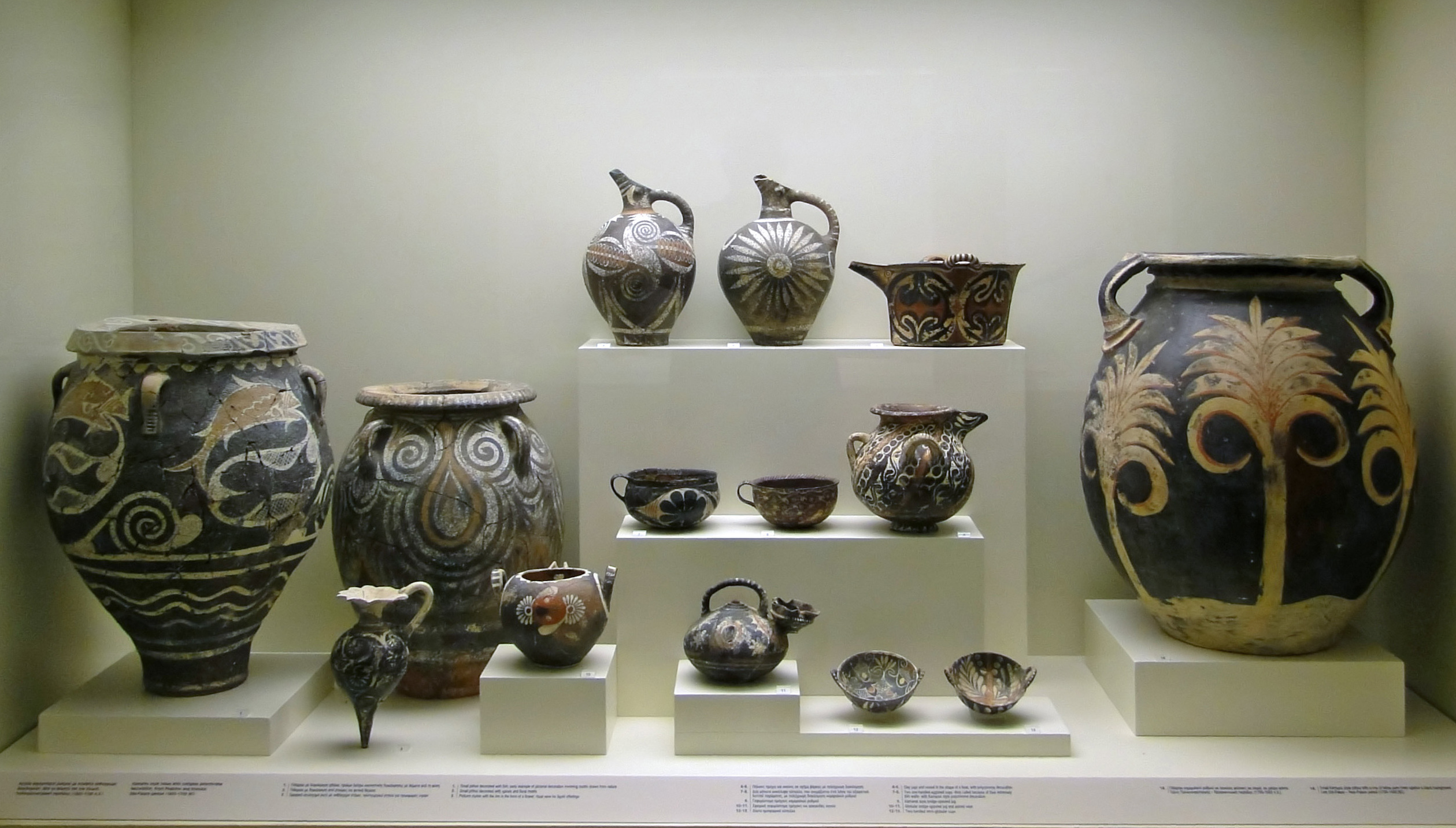
Vases du style de Camarès (salle II).

La première salle est consacrée à la période néolithique et prépalatiale. Dans les vitrines 1 et 2 sont exposés des artefacts provenant du palais de Cnossos. Les vitrines 3, 4, 6, 7, 9 présentent le développement de la céramique de 2800 av. J.-C. à 1900 av. J.-C.. La collection de vases noirs et rouges provient du village de Basiliki. Dans les vitrines 17 et 18 sont exposés différents objets de Mochlos, Archánes et des grottes de Messará.
Salle II
La seconde salle est consacrée à la période proto-palatiale (2000 av. J.-C. à 1700 av. J.-C.). Les  objets les plus intéressants qu'on y trouve sont les vases du style de Camarès provenant de Phaistos. Dans les vitrines no 20, 21 et 21a, on peut également voir de nombreux idoles votives provenant de sanctuaires de montagne. Dans la vitrine no 25 sont exposées des tablettes représentant des cités minoennes.
Salle III

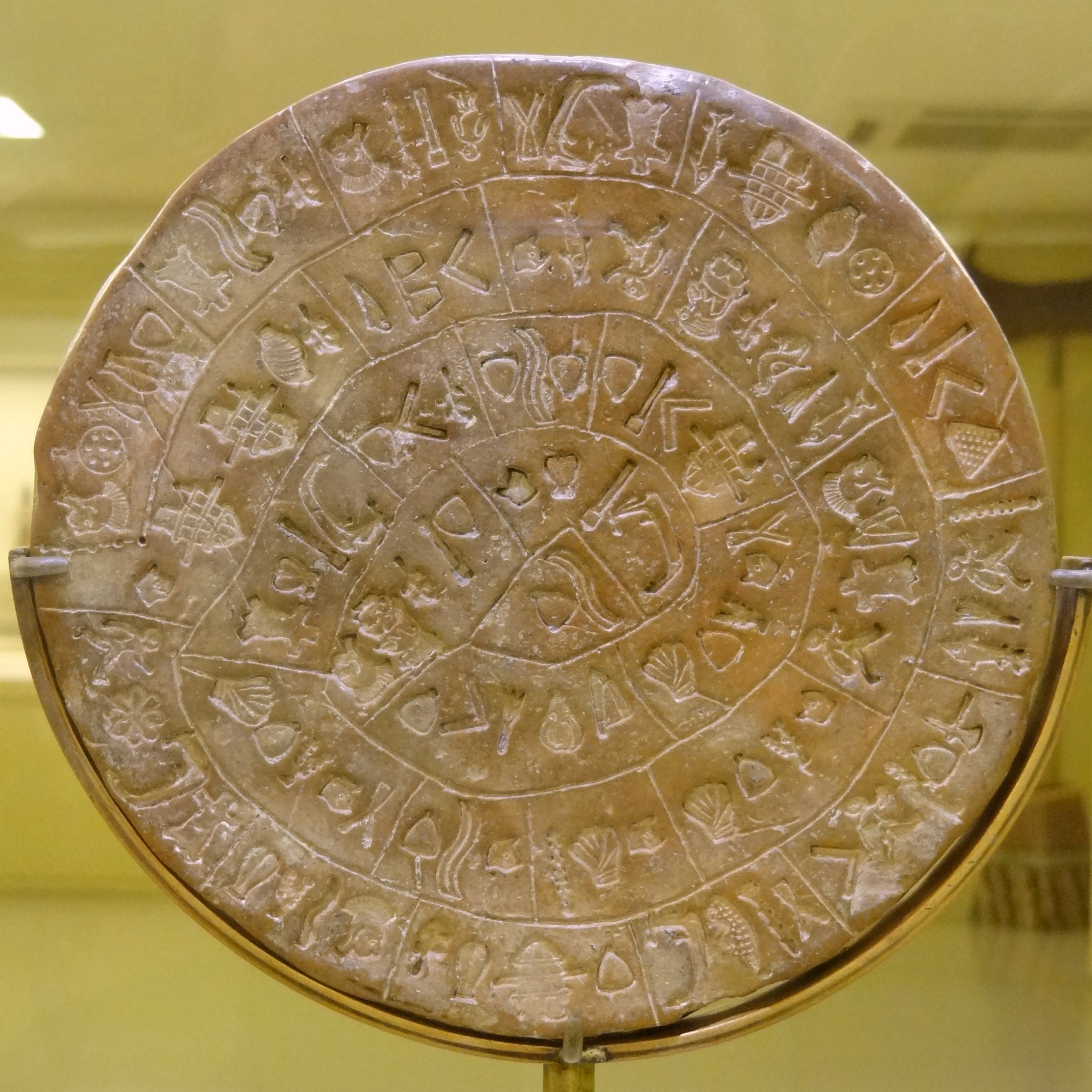
Disque de Phaistos (salle III), trouvé en 1908. Argile. Diamètre : 16 cm. Palais de Phaistos, -IIe millénaire.

La pièce la plus intéressante de cette salle est le disque de Phaistos avec ses caractères hiéroglyphiques non déchiffrés.
Salle IV
La quatrième salle comporte des objets provenant de Tymbáki, Cnossos et Malia. Ils datent de la période néo-palatiale. Parmi les pièces exposées dans cette salle, quatre se démarquent :
- La statuette représentant la déesse aux serpents.
- Le rhyton en forme de tête de taureau.
- Le rhython en forme de tête de lionne.
- L'athlète représenté en train de sauter au-dessus d'un taureau.

Ces quatre objets proviennent du palais de Cnossos.
Salle V
Cette salle présente des objets trouvés de 1450 av. J.-C. à 1400 av. J.-C. . Ce sont :
- Objets de commerce égyptiens
- Modèle d'une maison en céramique
- Exemples d'écriture Linéaire A et de Linéaire B

Salle VI
- Figurines en céramique
- Bijoux en or
- Tombe d'un cheval d'une tombe à Archánes

trouvées à cimetières de Cnossos, Phaistos et Archánes.
Salle VII

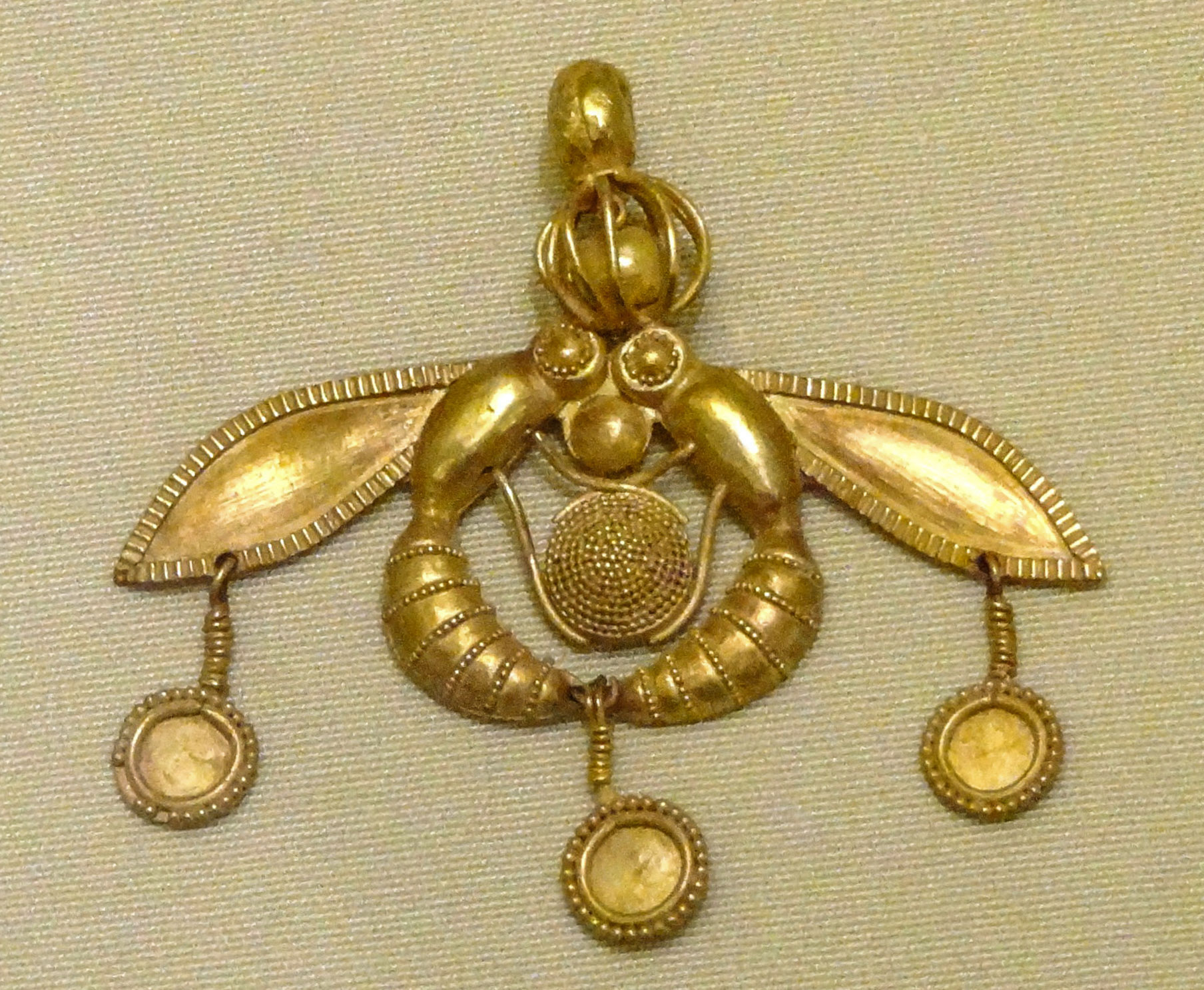
Pendentif de Mália (salle VII).

Découvertes de 1700 av. J.-C. à 1300 av. J.-C. dans des villas mineures et des tombes sacrées :
- des labrys
- le « Vase des Moissonneurs »
- un vase en stéatite de Hagia Triada
- les bijoux en or de Malia

Salle VIII
Objets de 1700 av. J.-C. à 1450 av. J.-C. du palais de Zakros
- Rhyton en quartz
- Rhyton en forme de tète de taureau
- céramiques décorées avec des motifs floraux et maritimes.

Salle IX
Découvertes de -1700 à -1450 dans l'est de la Crète:
- figurines en terracotta du sanctuaire au sommet du Pisokephalo
- Sceaux en pierre

Salle X
Découvertes mycéniennes de -1400 à -1100
- figurines en céramique
- sculpture en céramique d'un joueur de lyre et de danseurs

Salle XI
Découvertes de -1100 à -900, temps de l'arrivée des Doriens :
- armes et outils, la plupart en fer
- figurines de la fertilité en céramique
- Offrandes votives

Salle XII
Objets jusqu'en -650 :
- Céramiques décorées de griffons

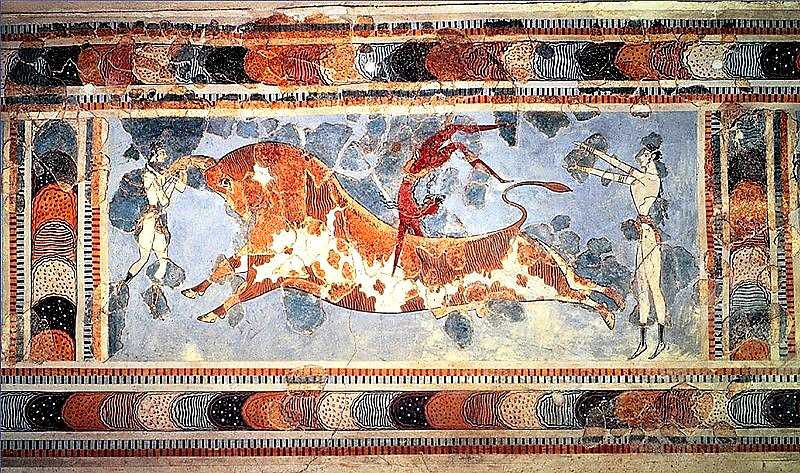
Tauromachie.

- Découvertes et figurines de Kato Symé

Salle XIII - Larnax
- des larnax minoens

Salle XIV
- Fresques minoennes] (-1700 / –1300)

Salles XV et XVI
- la célèbre fresque dite "La Parisienne"

Salle XVII
- Collection Stylianós Giamalákis

Salle XVIII
- Petits objets archaïques, classiques et hellénistiques (du -VIIe au -IVe siècle).

Salle XIX
- Fresques de Cnossos et Aghia Triada
- Sarcophage d'Aghia Triada

Salle XX
Objets et sculptures des périodes classique, hellénistique et romaine.